# 嘉隆
嘉隆（越南语：／，1802年-1819年）是越南阮朝世祖阮福映的年号，共计18年。

## 纪年
| 嘉隆 | 元年     | 2年      | 3年      | 4年      | 5年      | 6年      | 7年      | 8年      | 9年      | 10年     |
| 公元 | 1802年   | 1803年   | 1804年   | 1805年   | 1806年   | 1807年   | 1808年   | 1809年   | 1810年   | 1811年   |
| 干支 | 壬戌     | 癸亥     | 甲子     | 乙丑     | 丙寅     | 丁卯     | 戊辰     | 己巳     | 庚午     | 辛未     |
| 清朝 | 嘉慶7年  | 嘉慶8年  | 嘉慶9年  | 嘉慶10年 | 嘉慶11年 | 嘉慶12年 | 嘉慶13年 | 嘉慶14年 | 嘉慶15年 | 嘉慶16年 |
| 嘉隆 | 11年     | 12年     | 13年     | 14年     | 15年     | 16年     | 17年     | 18年     |          |          |
| 公元 | 1812年   | 1813年   | 1814年   | 1815年   | 1816年   | 1817年   | 1818年   | 1819年   |          |          |
| 干支 | 壬申     | 癸酉     | 甲戌     | 乙亥     | 丙子     | 丁丑     | 戊寅     | 己卯     |          |          |
| 清朝 | 嘉慶17年 | 嘉慶18年 | 嘉慶19年 | 嘉慶20年 | 嘉慶21年 | 嘉慶22年 | 嘉慶23年 | 嘉慶24年 |          |          |

## 同期存在的其他政权年号
- 中國
  - 嘉庆（1796年－1820年）：清朝—清仁宗之年号
  - 光明（1805年－1809年）：清朝时期—蔡牵之年号
  - 晏朝（1814年）：清朝时期—后明朱毛俚之年号
- 日本
  - 享和（1801年－1804年）：光格天皇之年號
  - 文化（1804年－1818年）：光格天皇、仁孝天皇之年號
  - 文政（1818年－1830年）：仁孝天皇之年號

| 前一年號： 西山朝：宝興 阮主：景興 | 阮朝年号 1802年－1819年 | 下一年號： 明命 |